# Distrikt Chulucanas
Der Distrikt Chulucanas liegt in der Provinz Morropón der Region Piura in Nordwest-Peru. Der Distrikt hat eine Fläche 871,19 km². Beim Zensus 2017 lebten 82.521 Einwohner im Distrikt. Im Jahr 1993 betrug die Einwohnerzahl 74.089, im Jahr 2007 76.205. Verwaltungssitz ist die Provinzhauptstadt Chulucanas.

## Geographische Lage
Der Distrikt Chulucanas liegt im Nordwesten der Provinz Morropón. Er hat eine Längsausdehnung in SW-NO-Richtung von etwa 40 km sowie eine Breite von etwa 15 km. Der Distrikt umfasst im Nordosten die Ausläufer der Anden. Der höchste Punkt liegt auf einer Höhe von 1785 m. Das Flusstal des Río San Jorge bildet die nordöstliche Abgrenzung des Distrikts. Der Río Piura durchfließt mittig den Distrikt in nordwestlicher Richtung. Südwestlich des Flusslaufs liegt die wüstenhafte, aride Küstenebene Nordwest-Perus. Am Fuße der Berge wird bewässerte Landwirtschaft betrieben.
Der Distrikt Chulucanas grenzt im Südwesten und im Nordwesten an die Provinz Piura, im Nordosten an die Provinz Ayabaca sowie im Südosten an die Distrikte Santo Domingo, Morropón und La Matanza.